# 明治村 (栃木県)
明治村（めいじむら）は栃木県の南部、河内郡に属していた村である。

## 地理
- 河川：田川

## 歴史
- 1889年（明治22年）4月1日 町村制施行により、多功宿、大山村、川中子村、梁村、上神主村、下神主村、石田村、鞘堂新田が合併し河内郡多功村（たこうむら）が成立する。
- 1891年（明治24年）12月26日 多功村が明治村と改称する。
- 1955年（昭和30年）4月29日 上三川町、本郷村と合併し上三川町となる。

## 行政
- 明治村長（多功村長）

| 代 | 氏名       | 就任                      | 退任                       | 備考 |
| -- | ---------- | ------------------------- | -------------------------- | ---- |
| 1  | 伊沢正三九 | 1889年（明治22年）6月19日 | 1893年（明治26年）6月18日  |      |
| 2  | 伊沢正三九 | 1893年（明治26年）6月19日 | 1897年（明治30年）6月18日  |      |
| 3  | 伊沢正三九 | 1897年（明治30年）6月19日 | 1900年（明治33年）10月16日 |      |
| 4  | 山崎栄三郎 | 1900年（明治33年）11月6日 | 1901年（明治34年）11月25日 |      |
| 5  | 稲葉三郎   | 1902年（明治35年）2月3日  | 1903年（明治36年）1月10日  |      |
| 6  | 森田春次   | 1903年（明治36年）5月7日  | 1907年（明治40年）5月6日   |      |
| 7  | 森田春次   | 1907年（明治40年）5月7日  | 1911年（明治44年）5月6日   |      |
| 8  | 山崎栄三郎 | 1911年（明治44年）5月13日 | 1915年（大正4年）5月12日   |      |
| 9  | 山崎栄三郎 | 1915年（大正4年）5月19日  | 1916年（大正5年）9月11日   |      |
| 10 | 柳田喜三郎 | 1917年（大正6年）3月19日  | 1917年（大正6年）8月31日   |      |
| 11 | 森茂三郎   | 1917年（大正6年）10月29日 | 1921年（大正10年）4月28日  |      |
| 12 | 柳田源一郎 | 1921年（大正10年）8月30日 | 1924年（大正13年）3月12日  |      |
| 13 | 上野円治   | 1924年（大正13年）3月20日 | 1926年（大正15年）4月25日  |      |
| 14 | 山崎栄三郎 | 1928年（昭和3年）3月8日   | 1932年（昭和7年）3月7日    |      |
| 15 | 石崎貞三郎 | 1932年（昭和7年）4月28日  | 1934年（昭和9年）4月10日   |      |
| 16 | 上野代吉   | 1934年（昭和9年）5月26日  | 1937年（昭和12年）3月11日  |      |
| 17 | 稲葉宗一   | 1937年（昭和12年）4月20日 | 1941年（昭和16年）4月19日  |      |
| 18 | 稲葉宗一   | 1941年（昭和16年）4月20日 | 1945年（昭和20年）4月19日  |      |
| 19 | 稲葉宗一   | 1945年（昭和20年）4月20日 | 1946年（昭和21年）5月16日  |      |
| 20 | 石崎貞三郎 | 1946年（昭和21年）9月18日 | 1947年（昭和22年）3月30日  |      |
| 21 | 稲見唯一郎 | 1947年（昭和22年）4月5日  | 1951年（昭和26年）4月4日   |      |
| 22 | 稲見唯一郎 | 1951年（昭和26年）4月25日 | 1955年（昭和30年）4月28日  |      |

出典:『栃木県町村合併誌 第四巻』, p. 379-380